# MINIX
A MINIX nyílt forrású, ingyenes, Unix-szerű operációs rendszer, amely mikrokernel
architektúrára épül. Szerzője, Andrew S. Tanenbaum az oktatásban kívánta felhasználni, de a későbbiekben a MINIX önálló rendszerré vált. A MINIX inspirálta Linus Torvalds-ot, hogy elkészítse a Linux rendszermagot.
A MINIX név a minimal és Unix szavakból származik.

## Történet
Az amszterdami Vrije Universiteit professzora Andrew S. Tanenbaum készítette el a MINIX első változatát (1987), hogy tankönyvében (Operating Systems: Design and Implementation (Operációs Rendszerek: Tervezés és Kivitelezés, ISBN 0-13-637331-3)) szemléltethesse vele az operációs rendszerek készítését. Nagyjából 12000 sornyi C programozási nyelven írt forráskód (a kernel, a memóriakezelésért felelős rutinok illetve a fájlrendszer) szerepel a könyvben. A kiadó (Prentice Hall) a könyvhöz floppy lemezen mellékelte a MINIX 1.0 teljes forráskódját, illetve a dokumentációt. A MINIX 1.0 kompatibilis a Unix hetes verziójával.
A MINIX 1.0 eredetileg IBM PC és IBM PC/AT gépeken volt használható. Az 1991-ben kiadott MINIX 1.5 már támogatta az IBM PS/2 MicroChannel sínrendszerét, elérhető volt Motorola 68000 és SPARC architektúrákon és támogatta az Atari ST, Commodore Amiga, Apple Macintosh és Sun SPARCStation platformokat. Ezenkívül léteztek nem hivatalos változatok az Intel 80386 (32 bites támogatással), National Semiconductor NS32532, ARM és INMOS processzorokhoz. A Meiko Scientific saját MeikOS rendszerének alapjául használta fel a MINIX egy korai verzióját. A SunOS operációs rendszer felhasználói folyamatként futtatta a MINIX-et.
Az újabb igényeknek megfelelően a MINIX 2.0-t (1997) csak x86 és SPARC architektúrákra adták ki. Tanenbaum könyvének második kiadásában (Albert Woodhull-lal közösen írta) már ezt a rendszert használta fel példáihoz, a könyv mellé pedig CD-ROM mellékletként csomagolták a MINIX-et. A második verzió megfelelt a POSIX 1 szabványoknak, támogatta a 386-os és a nála újabb processzorokat (32 bites módban). Az eddig használt Amoeba (Tanenbaum egy másik operációs rendszere) hálózati protokollját (FLIP) lecserélték a TCP/IP-re.
Nem hivatalos változatok készültek a 2.0.2 verzióból a 68020 alapú ISICAD Prisma 700 munkaállomásra és a Hitachi SH3 alapú HP Jornada 680/690 PDA-ra.
Két kutató a Vrije egyetemről elkészítette a Minix-vmd-t, a MINIX 2 egy változatát Intel IA-32 processzorokra, amely támogatta a virtuális memóriakezelést és az X Window System-et.

## Minix 3
A MINIX 3-at Tanenbaum jelentette be (2005. október 24.) az ACM Symposium Operating System Principles konferencián. Bár továbbra is a könyve harmadik kiadásához kívánta felhasználni ezúttal a fejlesztés a limitált erőforrásokkal rendelkező, illetve kimagasló megbízhatóságot igénylő rendszereket célozta meg. A MINIX 3 jelenleg csak az IA-32 architektúrát támogatja. Úgynevezett Live CD formájában (amely lehetővé teszi a rendszer használatát telepítés nélkül) érhető el. Kompatibilis különféle emulációs eszközökkel, beleértve a Bochs, Qemu,  VMware Workstation/Fusion és Microsoft Virtual PC programokat.
A 3.2.1 verzió (2013. február 21.) már tartalmaz több mint 650 Unix programot (például: X11, vi, emacs, bash, gcc, Perl, python).
A MINIX 3 képes kezelni egy eszköz rendellenes működését, automatikusan helyettesítve annak vezérlőjét anélkül, hogy hatással lenne az éppen futó folyamatokra. Ez lehetővé teszi használatát a magas megbízhatóságot igénylő alkalmazásoknál.

## MINIX és a Linux
Tanenbaum alapelvei, amelyeket a MINIX készítésénél alkalmazott, erősen befolyásolták a Linux szülőatyját, Linus Torvaldsot. Tulajdonképpen a Linux első verzióit MINIX alatt fejlesztette. Linus a rendszer tervezésénél Tanenbaumétól eltérő utat választott: mikrokernel helyett monolitikus kernelt készített. Ebből a későbbiekben vita robbant ki kettejük között.
2004 májusában Ken Brown (az Alexis de Tocqueville Institution igazgatója) a Microsoft által anyagilag támogatva Samizdat című könyvében azzal vádolta a Linux-ot, hogy lemásolta a MINIX egyes részeit. A vádakat megcáfolta a Linux készítője és maga Tanenbaum professzor is.

## Licenc
Tanenbaum oktatási célra ingyenessé akarta tenni a MINIX-et, de a kiadója nem egyezett bele a melléklet szabad felhasználásába, így kompromisszumot kötöttek: a könyv árában (egy jelképes összeg) van benne a licenc ára. Később áttértek a BSD licencre.

## Külső hivatkozások
- A MINIX 3 hivatalos oldala